# ケマー・ストック・マウンテン・カー
ケマー・ストック・マウンテン・カー（英：Kemmer Stock Mountain Cur）は、アメリカ合衆国のテネシー州原産のツリーイング・ドッグ犬種のひとつである。

## 歴史
ロバート・ケマーという人物により、1970年に作出が開始された犬種である。彼の父の農場でブリーディングされていたマウンテン・カーを独自に改良し、より優秀な犬種を目指して作り出したのが本種である。
本種はさまざまなことに使われ、愛好家には「カー種の万能選手の一人」とも呼ばれている。ツリーイング・ドッグとしてはアメリカクロクマ、アライグマ、リスを狩るのに使われる。パックで獲物においを追跡し、発見すると吠えながら追いかけ、木の上に追い詰める。追い詰めた後も吠え続け、獲物が逃げられないようにする。主人が到着すると、木に登って獲物を振り落としてもらうか、猟銃で撃ち落してもらい、落ちてきた獲物を犬が仕留めて狩猟は完了する。
セントハウンドとしては、イノシシ、ヘビ、ウッドチャックなどを狩る。これもパックで獲物のにおいを追跡し、発見して自ら仕留める。獲物がイノシシの場合はパックのメンバーと協力して攻撃を行い、一方は噛み留めをして獲物の動きを封じ、もう一方はぐるぐると獲物の周りを回りながら吠えて撹乱させ、さらにもう一方で獲物を挑発しながら攻撃をかわし、大きな声で吠えて主人に知らせるというような役割分担も行うことができる。後にイノシシは犬の主人の猟銃によって仕留められ、セントハントは完了する。尚、イノシシ以外の小型の獲物は種類の応じて仕留めた後に主人のもとへ持って行ったり、その場で食べたりする。ヘビを食べても本種は体力があるので、若い犬であれば噛まれたり猛毒の種類のものを食べたりしないかきり、毒を受ける心配はないとされる。
農場では見張りを行う番犬として働いたり、牛を誘導する牧牛犬としても働くことができる。又、家畜を泥棒から守り戦う護畜犬やアヒルなどの家禽を守る護禽犬などとしても働く。
この他、子供の遊び相手をしたり、赤ちゃんの子守りをすることもでき、もちろんペットやショードッグとしても使うことができる。このため、「ケマー・ストック犬は家に何頭居ても、飼育費用を上回る働きをする」と比喩される。
1991年に個体数がある程度まで達したことにより完成と認定され、犬種クラブも設立された。しかし、まだFCIなどのケネルクラブには公認されておらず、アメリカ南部以外ではめったに見かけることができない、珍しい犬種である。だが、原産地では作業犬としてもペットとしても人気がある犬種である。

## 特徴
筋肉質の体つきをしていて、マズルは短くストップは浅い。首は太く、脚は長めで、力強さと俊足さを併せ持つ。耳は垂れ耳、尾は垂れ尾だが、尾の長さはおおむね、
- ロング　　 ：尾が長めで、通常のセントハウンドと同程度の長さのもの
- ハーフ　　 ：ロングの2分の1ほどの長さのもの
- ショート　  ：極端に尾が短く、2〜3cm程度の長さのもの
- テイルレス：生まれつき尾が全くない（無尾）

の4つのタイプに分けられる。これらは自然に発生したもので、長いタイプのものが断尾されることはない。呼び方は数通りあるが、ここではそのうちの最もわかりやすい呼び名を採用した。尾の長さは使い手の好みやニーズによって好きなものを選ぶことができる。コートも2種のバリエーションがあり、なめらかでごく短いスムースコートタイプのものと、やや長めで硬いラフコートタイプのものがいる。これも使い手のニーズや使役によって選ぶことができる。このように外見の耐用性があるのは、外見よりも能力を重視したブリーディングが行われていることが大きな要因である。しかし、この特徴のため、各タイプの愛好家も多い。毛色はイエロー系のものが多いが、ブラック、ブリンドル、ブルーのものもあり、それの濃淡のバリエーションも認められている。どの色も基本的にはその色一色の単色だが、胸などにホワイトのパッチが入るものも認められている。
体高は46〜66cmの中型犬〜大型犬サイズに相当する犬種で、性格は主人に忠実で優しく、理解力があり仕事熱心で使命感が強い。猟犬として繰り出されると勇猛果敢になるが、普段は友好的で人懐こく、他の犬や人とも仲良く遊ぶことができる。子供や仔犬に対しても寛容で、世話をしたり遊び相手になってあげることも大好きである。しつけの飲み込みも早く、一頭の犬が複数の使役を覚えることもできる。状況判断力も優れ、ペットとして飼われている犬はいざというとき以外は猟犬としての気性を自力で抑えている。ペットとして飼うのにも非常に向いた犬種であるが、もとが猟犬であるため吠え声が大きく、運動量が非常に多いので飼う際には留意する必要がある。小動物をみるとやはり本能が刺激され、捕らえようとする点も他の猟犬種と同じである。